# Mark Stewart (kolarz)
Mark Stewart (ur. 25 sierpnia 1995 w Dundee) – brytyjski kolarz torowy i szosowy, srebrny medalista igrzysk olimpijskich (2024), medalista torowych mistrzostw świata i Europy.

## Kariera
Pierwsze sukcesy w karierze osiągnął w 2016 roku, kiedy podczas torowych mistrzostw świata młodzieżowców zdobył srebrny medal w scratchu i brązowy w drużynowym wyścigu na dochodzenie. W tym samym roku na mistrzostwach Europy w Yvelines. W 2018 roku zdobył brązowy medal w wyścigu punktowym na mistrzostwach świata w Apeldoorn. W zawodach tych wyprzedzili go jedynie Cameron Meyer z Australii i Holender Jan-Willem van Schip.